# Caspar Bartholin il Giovane
Caspar Bartholin il Giovane (Copenaghen, 10 settembre 1655 – Copenaghen, 11 giugno 1738) è stato un anatomista danese, che descrisse per primo le Ghiandole di Bartolini.
Fu il nipote del teologo e anatomista Caspar Bartholin il Vecchio e figlio di Thomas Bartholin. Nato perciò da illustre famiglia, si dedicò allo studio della medicina dal 1671 che aveva sedici anni. Nel 1674, quando aveva 19 anni, ottenne il dottorato dal Re. Scoprì le ghiandole che portano il suo nome nel 1677. La sua scoperta è talvolta erroneamente attribuita al nonno.
Intorno al 1696, Jacob B. Winsløw era il dissezionatore di Caspar Bartholin.

## Opere

De ovariis mulierum et generationis historia epistola anatomica, 1678

- (LA) Caspar Bartholin il Giovane, De ovariis mulierum et generationis historia epistola anatomica, Amstelaedami, sumptibus J. Henr. Wetstenii, 1678. URL consultato il 10 maggio 2015.
- (LA) Caspar Bartholin il Giovane, Astrologia, seu De stellarum natura, [S.l.], apud Bechtoldum Raab bibliopolam : praelo Rudingeriano, 1612. URL consultato il 10 maggio 2015.
- (LA) Caspar Bartholin il Giovane, Expositio in puerperio, Romae, excudebat Mascardus : sumptibus Benedicti Carrarae ad pedem marmoreum, 1677. URL consultato il 10 maggio 2015.
- (LA) Caspar Bartholin il Giovane, De inauribus veterum syntagma, Amstelodami, sumptibus Henrici Wetstenii, 1676. URL consultato il 10 maggio 2015.